# 迷犬タマ公
『迷犬タマ公』（めいけんタマこう）は、田中道明による日本の漫画。『月刊コロコロコミック』（小学館）で開催された藤子不二雄賞の佳作作品であり、『コロコロ』1980年冬の増刊号（同年12月22日発行）に読み切りとして掲載。その後、読み切りから続く形で1981年3月号から1982年9月号にかけて連載された。

## 概要
事故死した主人公が愛する者のために地上に戻る物語『回転木馬』をヒントに描かれた作品。ギャグ漫画の体裁をとっているものの、実際には死亡した少年が動物の姿で甦るという、ショッキングな設定を持つ作品である。藤子不二雄賞受賞当時に藤子不二雄は「明るく楽しい絵柄で作風も良いが、設定が非常に悲しいため、動物の姿で生き返った主人公が家族と過ごす場面については手放しでは喜べず、救いきれない」とコメントした。
当時の『コロコロ』は男女両方の読者がおり、田中の作風も中性的だったため、本作は男女両方の読者を楽しませる作品として描かれた。人気の上では、3年間にわたる長期連載となった田中の次作『ぐゎんばる殿下』におよばなかったものの、読者からの反応は本作のほうが大きく、感動した読者が学芸会の題材に本作を選んだこともあった。このことから田中は、魅力のある漫画と、行動を起こしてくれる漫画との違いを考えさせられたという。
なお田中は藤子不二雄のアシスタント出身であり、連載開始後の数回は藤本弘がネームを見ており、何ページかは藤本自らネームを描いた箇所もあるという。

## あらすじ
交通事故死して以来天国で暮らす小学生・玉玉 タマ夫（たまたま タマお）は、家族に逢いたいあまり、地上に戻ることを天国の役所に申し入れる。役所に勤めるゾウさんは、生前にタマ夫に優しくしてもらった恩義から願いを聞き入れるが、あいにく天国にある肉体は子犬の肉体のみ。タマ夫は地上に戻れるなら何でもいいとばかりに、犬の体で地上へ戻る。紆余曲折の末、タマ夫は犬の姿ながら家族や友人たちに元のタマ夫として迎えられ、犬の姿のまま人間として生きる迷犬タマ公の物語が始まる。

## 書籍
当時単行本化は行われず、『熱血!!コロコロ伝説』Vol.3に1話のみ掲載されていた。
2024年12月29日、藤子不二雄ファンサークル「ネオ・ユートピア」より、原稿再スキャンによる全話収録および田中道明のインタビューなどを含めた同人誌『迷犬タマ公 完全版』が発売（コミックマーケット初売）。